# Сирахатаяма
Сирахатаяма (яп. 白旗山競技場) — лыжный комплекс в Саппоро, Япония.

## История комплекса
Ранее главным лыжным стадионом являлся стадион Макономай, где проходили соревнования на Олимпиаде-1972. Новый стадион в Саппоро был открыт в 1990 году и стал первым в Азии сертифицированным FIS лыжным комплексом. Длина трассы составляет около 25 км и охватывает гору Сирахата. На этом стадионе проходили зимние Азиатские игры 1990 года, зимняя Универсиада 1991 года и чемпионат мира по лыжным гонкам 2007 года. Также на этом стадионе проводились лыжные соревнования на зимних Азиатских играх 2017 года.
На стадионе есть футбольное поле, проводятся занятия.